# Brefet
Brefet (Schreibvariante: Berefet) ist eine Ortschaft im westafrikanischen Staat Gambia.
Nach einer Berechnung für das Jahr 2013 leben dort etwa 600 Einwohner, das Ergebnis der letzten veröffentlichten Volkszählung von 1993 betrug 370.

## Geographie
Brefet liegt in der West Coast Region, Distrikt Foni Brefet. Der Ort liegt sechs Kilometer nördlich von Bessi, das an der South Bank Road liegt, entfernt.
In der Nähe des Orts befand sich in den 1780ern ein britischer Handelsposten, von denen noch Ruinen erhalten sind.